# Sainte-Marie-Madeleine
Pour les articles homonymes, voir Sainte-Marie.
Sainte-Marie-Madeleine est une municipalité de paroisse dans la municipalité régionale de comté des Maskoutains au Québec, située dans la région administrative de la Montérégie. La municipalité est desservie par la route 227.

## Toponymie
Son nom rappelle Marie Madeleine.

## Histoire
L'histoire de Sainte-Marie-Madeleine se confond initialement avec celle de La Présentation, de laquelle une grande partie de son territoire provient. Puis vint le projet de construction d'une église. La procédure s'ouvre le 12 octobre 1804. Le vicaire général propose de construire l'église à l'extrémité sud-ouest des Grands étangs. Mais on voit l'opposition lever la tête. Les gens des 60 et du Grand rang veulent à tout prix avoir l'église au Grand rang. «Au Grand rang ou rien du tout.» Ledit député réplique alors que «votre église sera ici même où nous sommes» à la croisée de la route Yamaska, au bout des Grands étangs. Le 14 mars 1806, l'opposition se sent appuyée par le curé de Saint-Hyacinthe. Le 10 mai, l'évêque maintient la décision du vicaire général. Le 16 novembre s'ouvrent les registres de La Présentation aux Grands étangs. Le 24 novembre, le vicaire général écrit que les gens des 60 et du Grand rang expriment leur discordance, demandent à rester de Saint-Hyacinthe et s'entêtent à vouloir y obtenir les sacrements. Saint-Hyacinthe les renvoie aux Étangs. Le 15 décembre, l'évêque donne sa décision finale et péremptoire, les habitants du rang des Soixante appartiendront à La Présentation ou à aucune paroisse. La discorde entre les héritiers de la seigneurie scinda La Présentation en deux parties seigneuriales. Les habitants du Grand rang et des Soixante, influencés par leur héritier, Pierre-Dominique Debartzch, reprirent leur projet. Le 16 octobre 1811, le curé de La Présentation s'en plaint à son évêque. Le 4 novembre, l'évêque clôt de nouveau la question. En 1847-1848, une nouvelle ligne de chemin de fer traverse le rang des Soixante dit Saint-Simon. L'érection d'une gare, en ce lieu, amena plusieurs nouvelles familles. Un petit village surgit. Cet essor fera germer l'idée d'une église succursale dans le rang Saint-Simon. Le 2 juin 1864, des requérants des Soixante demandent une nouvelle paroisse. L'évêque refuse. Ils persistent et prélèvent une souscription volontaire pour bâtir une église. L'évêque réitére son refus. La tradition orale dit qu'ils portèrent la témérité jusqu'à singer les saints rites dans la désignation précise de la place de la future église, par la plantation d'une croix. L'évêque informé se rendit à La Présentation et, du haut de la chaire, fit une fulminante semonce aux audacieux. Le 29 mai 1873, les gens des Soixante osèrent une nouvelle démarche. Ils comptaient sur les dispositions bienveillantes du nouvel évêque et commencèrent la construction d'un temple par contributions volontaires. Un plein succès couronna leur persévérance. L'évêque établit canoniquement Sainte-Marie-Magdeleine des Soixante, le 25 septembre 1876. Sainte-Marie-Madeleine, la pécheresse, rassembla tout le rang Saint-Simon dans les anciennes paroisses Notre-Dame-de-Saint-Hyacinthe et La Présentation; parties des quatrième et cinquième rangs de Saint-Charles-sur-Richelieu; le Petit rang et partie du rang sud-est de la rivière des Hurons à Saint-Jean-Baptiste de Rouville; partie du rang Argenteuil dans Saint-Damase. S'annexera ultérieurement, partie du rang sud-ouest de la rivière des Hurons de Saint-Jean-Baptiste de Rouville, le 27 décembre 1878.

## Géographie
La  rivière des Hurons traverse l'ouest de la municipalité et en délimite le sud-ouest en coulant vers le sud.

## Démographie
| 1991  | 1996  | 2001  | 2006  | 2011  | 2016  | 2021  |
| ----- | ----- | ----- | ----- | ----- | ----- | ----- |
| 2 113 | 2 262 | 2 466 | 2 678 | 2 935 | 2 892 | 2 876 |

## Administration
Liste des maires de Sainte-Marie-Madeleine depuis 1879, dans l'ordre chronologique 
| Période                                  | Période | Identité             | Étiquette | Qualité |
| ---------------------------------------- | ------- | -------------------- | --------- | ------- |
| 1879                                     | 1880    | Charles Minette      |           |         |
| 1880                                     | 1895    | Gédéon Blanchet      |           |         |
| 1895                                     | 1902    | Joseph Jodoin        |           |         |
| 1902                                     | 1912    | Antoine Paul Cartier |           |         |
| 1912                                     | 1915    | Alphonse Poirier     |           |         |
| 1915                                     | 1917    | Joseph Benoit        |           |         |
| 1919                                     | 1922    | Alphonse Blanchette  |           |         |
| 1922                                     | 1922    | Emery Roy            |           |         |
| 1922                                     | 1925    | Joseph Bernard       |           |         |
| 1925                                     | 1927    | Joseph Lacombe       |           |         |
| 1927                                     | 1935    | Elphège Brodeur      |           |         |
| 1935                                     | 1938    | Joseph Bernard       |           |         |
| 1938                                     | 1949    | Elzéar Jodoin        |           |         |
| 1949                                     | 1950    | Gédéon Plamondon     |           |         |
| 1950                                     | 1957    | Adrien Bazinet       |           |         |
| 1957                                     | 1959    | Willie Mercier       |           |         |
| 1959                                     | 1961    | Émile Beauchemin     |           |         |
| 1961                                     | 1973    | Armand Côté          |           |         |
| 1973                                     | 1980    | Normand Palardy      |           |         |
| 1980                                     | 2017    | Simon Lacombe        |           |         |
| 2017                                     | 2021    | Gilles Carpentier    |           |         |
| Les données manquantes sont à compléter. |         |                      |           |         |

Les séances du conseil municipal sont offertes aux citoyens en webdiffusion à travers le site internet de la municipalité .
Les élections municipales se font en bloc pour le maire et les six conseillers.
| Sainte-Marie-Madeleine Maires depuis 2001                                                                            |                   |                                  |          |
| Élection | Maire             | Qualité                          | Résultat |
| 2001 | Simon Lacombe     |                                  | Voir     |
| 2005 | Simon Lacombe     | Voir                             |          |
| 2009 | Simon Lacombe     | Voir                             |          |
| 2013 | Simon Lacombe     | Voir                             |          |
| 2017 | Gilles Carpentier | Conseiller municipal (2015-2017) | Voir     |
| 2021 | Ginette Gauvin    |                                  | Voir     |
| Élection partielle en italique Depuis 2005, les élections sont simultanées dans toutes les municipalités québécoises |                   |                                  |          |

## Attraits touristiques
Municipalité particulièrement rurale propice aux cueillettes, surtout des fraises, aux passages à la ferme et aux cabanes à sucre.